# Маркансу
Маркансу́ (Шухоб) — река на Памире, протекающая с запада на восток по территории Таджикистана и Китая (Синьцзян-Уйгурский автономный район), правый приток реки Кызылсу. Длина реки около 160 км, из них первые 35 км река течет по территории Таджикистана в Горно-Бадахшанской автономной области.
Маркансу берёт начало при слиянии реки Кабудруд (Коксой) и Кабуднов (Коксай). Коксой истекает с ледника Чашмахона (Уйсу) на южном склоне Заалайского (Каюмарсского) хребта. Примерно на 16-м километре от языка Чашмахона на высоте около 4000 м Кабудруд пересекается Памирским трактом, сливаясь с Кабудновом, образует Маркансу, и ещё через 5 км принимает левый приток Анохитруд (Хатынканыш), истекающий с ледника Яхчол (Курумды).
Долина Кабудруда в районе Памирского тракта плоская и безжизненная. В литературе — в книгах и дневниках путешественников её называют долиной смерчей или долиной смерти из-за многочисленных останков вьючных животных. Это место ветвления древних караванных путей из Алайской долины на юг на Памир и на восток в Кашгар. В годы становления советской власти по долине Маркансу из Китая в советскую Среднюю Азию проникали отряды басмачей.